# Castelo de Azuébar

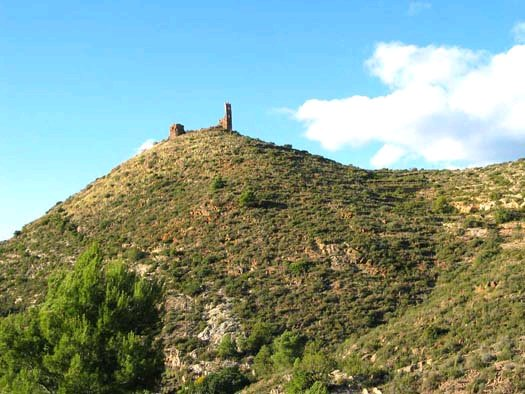
Castelo de Azuébar, Espanha

O Castelo de Azuébar localiza-se no município de Azuébar, na província de Castellón, na comunidade autónoma da Comunidade Valenciana, na Espanha.
Ergue-se em um promontório, em posição dominante sobre a confluência das ribeiras de de Almedíxer e de Azuébar, e o vale onde se encontra a povoação.

## História
A primitiva ocupação humana de seu sítio remonta a um povoado dos Iberos. O local foi posteriormente foi ocupado pelos muçulmanos, que aí ergueram uma fortificação no século XII.
Após a Reconquista cristã da região, o castelo foi reformado e ampliado.

## Características
O castelo apresenta planta oval, com as muralhas de taipa amparadas por três torres de planta quadrada, sendo o recinto acedido pela torre Sul.
As torres, de alvenaria fundadas sobre grandes pedras, são coroadas por ameias, e dividem-se internamente em dois pavimentos.
No interior abrem-se duas cisternas de planta rectangular, com cobertura abobadada.